# Garantie de temps de rétablissement
Pour les articles homonymes, voir GTR.
La garantie de temps de rétablissement (GTR) est le délai contractuel dans lequel un service accidentellement interrompu doit être rétabli. Cette notion est utilisée notamment dans le domaine du web (GTR d'une page web), des réseaux (téléphoniques, de données...) et plus généralement dans le domaine des applications informatiques.
Elle est à rapprocher de la notion de garantie de temps d'intervention (GTI), car elle lui est généralement associée.
Par exemple : « ce réseau cellulaire a une GTR de 15 min ».
La GTR est souvent un des composants d'un engagement de service passé entre un client et son fournisseur.
En anglais on parle de Guaranteed fault repair time ou plus souvent de MTTR, pour Mean Time To Repair.